# Степан Гладкий
Степан Гладкий (*д/н —13 травня 1747) — український політичний та військовий діяч, кошовий отаман Війська Запорозького у 1741 році.

## Життєпис
Походив зі шляхтичів. Відомостей про нього обмаль. Належав до Менського (Мінського) куреня. 1741 року обирається кошовим отаманом. За його керування продовжувалося розмежування кордонів з Кримським ханством відповідно до умов Белградського договору 1739 року. Під цим приводом не надіслав запорозьких козаків до російського війська під час війни зі Швецією.
Помер 1747 року. Поховано в Гасан-Баші, передмісті Нової Січі, яка зберігалася ще у 1845 році. Могильний хрест Гладкого зберігся завдяки тому, що колишні запорожці викупили його та відвезли до села Покровське.